# Olympique de Saumur Football Club
L'Olympique de Saumur Football Club è una società calcistica francese della città di Saumur. Gioca attualmente nel gruppo G dello Championnat de France Amateurs 2, il campionato francese di quinto livello.

## Storia
La prima incarnazione dell'Olympique Saumur nacque nel 1945 e giocò per circa 44 anni prima di fondersi con lo SC Bagneux, della vicina città di Bagneux. IL club che ne risultò assunse la denominazione di Racing Club de Saumur. Una decade più tardi il RC Saumur si fuse con altre due squadre locali, l'AS Saumur e l'ASPTT Saumur, dando vita all'attuale Olympique de Saumur Football Club.
In seguito a questi matrimoni la società è diventata una delle più grandi del dipartimento con oltre 500 soci. A questi si aggiungono 100 calciatori senior e 300 ragazzi delle giovanili, divisi in 25 squadre. Già al secondo anno di vita, la squadra vinse l'Atlantique Division Super Régionale (da imbattuta) e la Coupe de Atlantique.
Due stagioni più tardi il club finì 3° nella Atlantique Division d'Honneur, ottenendo così la promozione in CFA 2. L'anno successivo ottenne addirittura l'accesso allo Championnat de France amateur vincendo la finale 2008–2009 per 1–0, segnando al 93º minuto. Non salì però di categoria per motivi legali e finanziari.

## Palmarès

### Competizioni nazionali
- Championnat National 3: 2

2010-2011, 2021-2022